# 트레저리 제도
트레저리 제도(Treasury Islands)는 솔로몬 제도 서부주에 위치한 섬으로, 부건빌섬에서 남쪽으로 수 km 정도 떨어져 있으며 쇼틀랜드 제도에서 24km 정도 떨어져 있다. 가장 큰 섬은 모노섬과 스티얼링섬이며 1788년 영국 해군이 이 섬을 발견했다. 제2차 세계 대전 중이던 1943년 10월 25일~10월 27일 사이에 일본군이 이 곳을 침공하기도 했다.